# Ахмедов, Бобомурот Джураевич
Бобомурот Джураевич Ахмедов — (1963 г. Родился 4 июня в Самаркандской области) — доктор физико-математических наук, профессор, член Академии наук — академик.

## Деятельность
Родился 4 июня 1963 года в Самаркандской области.
1963—1966 гг. Проживал в городе Джизаке Джизакской области.
1966—1970 гг. Воспитанник дошкольного образовательного учреждения в городе Самарканде, Самаркандской области.
1970—1980 гг. Ученик средней школы No. 45 города Самарканда.
1980—1985 гг. Студент физического факультета Самаркандского государственного университета.
1985—2017 гг. Работал аспирантом, инженером, младшим научным сотрудником, научным сотрудником, старшим научным сотрудником, заведующим лабораторией, ведущим научным сотрудником и главным научным сотрудником Института ядерной физики Академии наук Республики Узбекистан.
2017 г. — по настоящее время Работает заведующим лабораторией/отдела теоретической астрофизики Астрономического института Академии наук Республики Узбекистан.
Академические достижения
2017 г. Самый цитируемый автор — «Ученый года-2017» ("Highly Cited Author, " Web of Science).
2018 г. «Учёный года-2018»[1] ("Researcher of the Year, " Scopus)
2018 г. — избран академиком Всемирной академии наук[2] (The World Academy of Sciences, TWAS).
В 2020 году избран академиком Академии наук исламского мира (The Islamic World Academy of Sciences, IAS).[3][4]
«Вядающийся рецензент» Европейского физического общества (EPS) в 2022 году.
Действительный член Академии наук Республики Узбекистан в 2023 г.
В 2024 году избран академиком «The Core Academy» (Международной академии наук и гуманитарных наук) [5][6]. Член Международного астрономического союза (IAU).
Заведующий отделом теоретической астрофизики Астрономического института Академии наук Узбекистана академик Бобомурот Жураевич Ахмедов избран действительным членом Академии наук Республики Узбекистан в 2023 году, удостоен почетного звания «Деятель науки Республики Узбекистан» в 2021 году, награжден орденом «Мехнат Шухрати» в 2012 году. Доктор физико-математических наук, профессор. Его научные достижения получили международное признание, и в 2018 году он был избран членом Всемирной академии наук (The World Academy of Sciences, TWAS), а в 2020 году — членом Академии наук исламского мира (The Islamic World Academy of Sciences, IAS). Ахмедов Б. Ж. — В 2017 году автор, чьи научные работы наиболее часто ссылаются, был удостоен высоких званий «Ученый года-2017» ("Highly Cited Author, " Web of Science), а в 2018 году — «Ученый года-2018» ("Researcher of the Year, " Scopus). Он является почётным профессором Центрального университета Дели, университета Лахора, координатором и постоянным партнёром (Regular Associate) региональной сети NT-01 в области релятивистской астрофизики и гравитации Международного центра теоретической физики в Триесте, Италия, и был признан «Выдающимся рецензентом» («2022 Distinguished Referee») (EPJ European Physics Journals Society) в 2022 году. С 1996 года является руководителем проектов фундаментальных научных исследований и руководителем международных грантов ряда престижных организаций, таких как CNR, DAAD, TWAS, ЮНЕСКО, ICTP, Volkswagen, Erasmus+, KFUPM, PIFI-CAS, а также рецензентом более 40 международных престижных зарубежных научных журналов, редактором немецкого издания Springer «Arabian Journal of Mathematics» и главным редактором «Узбекского физического журнала»[7]. Б. Ж. Ахмедов является экспертом престижных европейских и азиатских научных фондов, членом организационных комитетов многих международных научных конференций и регулярно выступает с пленарными докладами на престижных международных научных конференциях. Б. Ж. Ахмедов — ведущий специалист в области гравитации, общей теории относительности, ядерной и релятивистской астрофизики.
На основе его научных исследований в общей теории относительности была разработана электродинамика вращающихся и осциллирующих компактных намагниченных релятивистских гравитационных объектов; изучены энергетические и оптические свойства компактных объектов и их электромагнитное и гравитационное излучение; изучены эффекты общей теории относительности; изучено распространение электромагнитных волн в плазменной магнитосфере и разработаны методы их применения. Является основателем новой научной школы в области релятивистской астрофизики и астрономии гравитационных волн в Узбекистане, под научным руководством Б. Ж. Ахмедова успешно защитили диссертации 22 кандидатов наук/докторов философии и 12 докторов наук. Б. Ж. Ахмедов — один из известных и авторитетных ученых нашей страны. Он опубликовал более 250 научных статей в престижных журналах Q1 и Q2. Согласно базе данных Web of Science, количество ссылок на его научные работы превысило 6500, а индекс Хирша составляет 45 и 46 в базах данных Web of Science и Scopus. Б. Ж. Ахмедов плодотворно сотрудничает с участниками научных групп: Франкфуртский университет, MPI fur Gravitational Physics (Гольм), DLR (Берлин), Bremen University, Oldenburg University (Германия), SISSA, ICTP, ICRA, Неаполитанский университет (Италия), STR, TIFR, IUCAA (Индия), Stanford University, Rochester University, Penn State University (США), Silesian University in Opava (Чехия), Фуданский университет, Харбинский технологический институт (Китай), KFUPM (Саудовская Аравия), КазНУ, Назарбаев университет (Казахстан), Институт физики имени Б. И. Степанова НАН Беларуси.